# Belpech
Belpech – miejscowość i gmina we Francji, w regionie Oksytania, w departamencie Aude.
Według danych na rok 1990 gminę zamieszkiwało 1165 osób, a gęstość zaludnienia wynosiła 27 osób/km² (wśród 1545 gmin Langwedocji-Roussillon Belpech plasuje się na 300. miejscu pod względem liczby ludności, natomiast pod względem powierzchni na miejscu 81.).

## Zabytki
Zabytki w miejscowości posiadające status Monument historique:
- kaplica Notre-Dame-du-Rosaire
- kaplica Saint-Sépulcre
- croix de fer
- croix de pierre
- kościół Saint-Saturnin
- maison Amigues
- maison De Curti